# Buchtarma
Buchtarma (rusky Бухтарма) je řeka ve Východokazašské oblasti v Kazachstánu v Jižním Altaji, která u pramene krátce zasahuje i na území Altajské republiky Ruska. Je pravým přítokem Irtyše. Je 336 km dlouhá. Povodí má rozlohu 12 660 km².

## Průběh toku
Odtéká z ledovců hřbetu Jižní Altaj. Krátký úsek od pramene protéká Ruskem a pokračuje v Kazachstánu. Na horním toku má charakter bystřiny a teče v úzkém říčním údolí. Na dolním toku má pokojnější charakter. Ústí do Buchtarminské přehrady.

## Vodní režim
Nejvodnější je na jaře a v létě. Průměrný roční průtok vody činí 214 m³/s.
Průměrné měsíční průtoky řeky ve stanici Lesnaya Pristan' v letech 1954 až 1987:

## Využití
Je splavná. Dostupná je pro menší lodě.